# Csató József
Csató József (Balatonszárszó, 1946. október 28. –) magyar újságíró, szerkesztő.

## Pályája
- 1972-74, a Kisalföld újságírója
- 1974-1991, A Fejér Megyei Hírlap újságírója, rovatvezetője
- 1988: SZAKSZERVEZETI NIVÓDÍJ
- 1989: TIT ARANYKOSZORÚS JELVÉNY KITÜNTETÉS
- 1991-92. A Fejér Kurír című napilap menedzser igazgatója
- 1993-94. a Bel-Ami Magazin és a Székesfehérvári 7. Nap szerkesztője, szerkesztőségi titkára
- 1994-1995. a veszprémi Pannon Napló rovatszerkesztője
- 1996-, a Fejér Megyei Polgárőr Híradó, a Vasút és Környéke Híradó, a Búrtelepi Híradó főszerkesztője
- 1999-2002., a Bicskei Lap főszerkesztője
- 2017. A Cserhát Művészeti Társaság Prózai Díja és József Attila Emlékdíja
- 2017. a Cserhát Művész Kör Délibáb folyóiratának tudósítója
- 2018. A nyár varázsa, a Montázsmagazin Antológiája című kiadványban megjelent A napsütötte Toscana című írása
- 2019. Megjelenés a KLÁRIS irodalmi-kulturális folyóirat 25. évi jubileumi ANTOLÓGIÁJÁBAN
- 2018. szeptember 14. A Római Sas Birodalma (Ordo Aquila Romana) Rend lovagja, quaestora
- 2018. október 13, A Cserhát Művész Társaság irodalmi Nívódíja+Plakett
- 2019. március 1-jén a Római Sas Birodalma és Rendje Quaestor Priorja
- 2019. október: A Cserhát Országos Művész Kör Kiváló esszéírói Díja
- 2020,03.06.: A Római Sas Birodalma és Rendje Lovagrend TRIBUNUS
- 2020.04.21.: A KLÁRIS irodalmi-kulturális folyóirat KLÁRIS II. fokozatú NÍVÓDÍJA
- 2020. május: A KLÁRIS irodalmi-kulturális 2020 ANTOLÓGIÁJÁBAN megjelenés
- 2020.szeptember 11: A Római Sas Birodalma és Rendje (Ordo Aquila Romana) ACÉLPAJZS KITÜNTETÉSE
- 2020. november: A Cserhát Művészeti Társaság PRÓZAI NAGYDÍJA
- 2020. november: Megjelenés a Cserhát Művészeti Társaság 50. évfordulója alkalmából kiadott JUBILEUMI ANTOLÓGIÁJÁBAN
- 2021. május 25. A Magyar Honvédelem Napja alkalmából a honvédelmi miniszter Honvédelemért kitüntető cím III. fokozatát adományozta
- 2021. július 17-én: Az Országos Polgárőr Szövetség Polgárőr Érdemkereszt arany fokozata kitüntetése (negyedszer kapta meg)
- 2021. augusztus: Megjelenés a KLÁRIS' 21 irodalmi Antológiában
- 2021: A Római Sas Birodalma és Rendje Tribunus Audentise
- 2021: A Római Sas Birodalma és Rendje Hadi Jelvény kitüntetése
- 2022: Megjelenés a KLÁRIS JUBILEUMI ANTOLÓGIÁJÁBAN.
- 2022 április A KLÁRIS irodalmi-kulturális folyóirat Nívódíjának I. Fokozatát kapta
- 2022 május: A Cserhát Művész Társaság Prózai Díja
- 2022 október: Az Országos Polgárőr Szövetség Elnökének Dicsérő Oklevele és tárgyjutalom kitüntetése

## Művei
2012: Balatonszárszótól a királyok városáig. Egy újságíró visszaemlékezései, jegyzetei, írásai című kötet szerzője. A könyv önéletrajzi, kortörténeti mű, 451 oldalas, fotókkal illusztrálva
2016: Szárszói gyökerek, győri törzsek, fehérvári ágak címmel megjelent a szerző második kötete. Ebben írja: E könyv nem folytatása az elsőnek! Címe kicsit szimbolikus. Azt jelképezi, hogy honnan jöttem és hová tartok. Balatonszárszó, Győr és Székesfehérvár fontos állomások az életemben. E triumvirátus az alfa és az ómega, a kezdet és a vég. Így jött létre a filozófiai dialektikus egység: a szárszói gyökerek, a győri törzsek és a fehérvári ágak (240 oldalas, fotómelléklettel)
2017-ben a szerző két újabb kötete is megjelent: Égi ösvényeken, Miénk a határ (240 oldalas, képmelléklettel)
A kétéltű ember visszatér, ifjúsági fantasztikus regény (160 oldalas)
2018-ban megjelent a szerző ötödik kötete: Az arany középút, Az antik bölcsesség diadala- címmel. Ebben bemutatja az ókori görög és latin irodalmat, bölcseletet és filozófiát. (Catullus, Horatius, Ovidius, Vergilius, Seneca,Cicero, Tacitus, Apuleius, Plautus, Terentius, Phaedrusz, Homérosz, Janus Pannonius munkássága, stb., Szókratész, Platón, Arisztotelész filozófiája (200 oldalas a könyv)
Hatodik kötete 2019-ben: Ötven esztendő az ősi koronázó városban (240 oldalas)
Hetedik kötete 2019-ben: A Római Sas Birodalma és Rendje története, a Sas mint jelkép és szimbólum, Egy ősi lovagrend újjászületése (100 oldal)
2020. július: A szerző nyolcadik könyve, Az én Itáliám (Io in Italia ho), olaszul, megjelenése, 244 oldal, fényképekkel illusztrálva.
2021. szeptember: Társszerzőként megjelenik a Katonaportrék című, immár kilencedik kötete.
2018-ban két könyvnek volt a főszerkesztője:
1. Búza Laci, Egy XX. századi magyar család története, Buze László visszaemlékezései (szerző:Tóthné Németh Gizella)

2.: A virág is lehullik című verseskötet (szerző: dr. Killy Ferencné (Maár Helga)
2021 március: A Római Sas Birodalma és Rendje Lovagrend Tribunus Audentise
2021. augusztusa: Az Ősfehérvár Alkotóközösség (ŐsfAlköz), ötéves fennállása alkalmából a Jubileumi színes Emlékkönyv lektora
2021. szeptember: Dr. Kesztyűs Ferenc háromszoros nemzetközi ezüstérmes és egyszeri bronzérmes képzőművész-grafikus Barangolás a színek birodalmában című színes albumának, könyvének szerkesztője
2021. A Katonaportrék című kötet egyik szerzője (Csató József-Dániel Mária Magdolna-Silye Sándor) Kiadta a székesfehérvári Tarsoly Ifjúságért Egyesület-Honvéd Hagyományőrző Egyesület Fejér Megyei Szervezete
2022: Megjelent a szerző tizedik kötete Pandémia, vagy amit akartok címmel (kiadó: országos Batsányi-Cserhát Művész Társaság)